# René Wellek
René Wellek (Viena, 22 de agosto de 1903-Hamden, Connecticut, 11 de noviembre de 1995) fue un crítico literario y profesor checo-estadounidense.

## Obra
- Immanuel Kant in England: 1793-1838 (1931)
- The Rise of English Literary History (1941)
- Theory of Literature (1949, con Austin Warren), trad. Teoría literaria, Madrid, Gredos, 1953. Traducción de José María Gimeno. ISBN 8424900030
- A History of Modern Criticism: 1750–1950 (8 volumi, 1955–92), trad. Agostino Lombardo, Ferruccio Gambino, Rosa Maria Colombo e Giovanni Luciani, Storia della critica moderna, Il Mulino, Bologna 1958-69; n. ed. 1974-96 ISBN 8815027270 ISBN 8815027289 ISBN 8815027297 ISBN 8815027300 ISBN 8815027319 ISBN 8815030069 ISBN 8815047158 ISBN 8815052429
- Dostoevsky: a collection of critical essays (a cura di, 1962)
- Essays on Czech Literature (1963)
- Confrontations: Studies in the Intellectual and Literary Relations between Germany, England, and the United States during the Nineteenth Century (1965)
- Concepts of Criticism (1965), trad. Concetti di critica, con prefazione dell'autore all'edizione italiana, Massimiliano Boni, Bologna 1972
- The Literary Theory and Aesthetics of the Prague School (1969)
- Discriminations: Further Concepts of Criticism (1970), trad. Marcella Morelli, Discriminazioni: nuovi concetti di critica, Massimiliano Boni, Bologna, 1980
- Four Critics: Croce, Valéry, Lukács, and Ingarden (1981)
- The Attack on Literature and other essays (1982)